# Vittorio Tredici
Vittorio Tredici (Iglesias, 31 luglio 1892 – Roma, 3 marzo 1967) è stato un politico italiano.

## Biografia
Originario di Iglesias, combatté durante la prima guerra mondiale nella brigata Sassari e fu decorato per i meriti militari conseguiti nei campi di battaglia.
Ritornato in Sardegna fu tra i fondatori del Partito Sardo d'Azione e fu parlamentare del Regno d'Italia nella XXV legislatura (1º dicembre 1919 - 7 aprile 1921). Aderì il 14 febbraio del 1923 al Partito Nazionale Fascista, insieme a molti dei quadri dirigenti della sezione cagliaritana del partito.
Fu prima commissario prefettizio (dal 1924 al 1926) e quindi podestà (dal 25 agosto 1927 al 14 agosto 1928) di Cagliari. Nello stesso periodo fu presidente della squadra calcistica del Cagliari per la stagione 1926-1927 e per parte della successiva.
Fu nominato segretario federale di Cagliari per il Partito Nazionale Fascista e divenne dirigente di numerose organizzazioni sindacali e corporative, e in particolare come segretario dei Sindacati dell'industria.
Fu ancora deputato nella XXIX legislatura (28 aprile 1934 - 2 marzo 1939), e consigliere nazionale per la XXX (23 marzo 1939 - 2 agosto 1943).
Si occupò dell'industria mineraria italiana. Negli anni 1935-1939 fu proprietario della miniera di piombo e argento di S'Acqua Bona, nel complesso minerario di Ingustosu (Arbus). Fu nominato vicepresidente della "Corporazione per le industrie estrattive" e dal 1934 fu presidente dell'Azienda mineraria metallurgica italiana (AMMI, ente economico statale). Durante la seconda guerra mondiale fu nominato inoltre presidente della Società italiana della potassa.
Partecipò alla cerimonia di fondazione di Carbonia il 9 giugno del 1937 (posa della prima pietra della torre Littoria, oggi Torre civica). A Carloforte (provincia di Carbonia-Iglesias) si diede il suo nome ad uno scavo a cielo aperto di una miniera di manganese oggi dismessa.
Nel periodo dell'occupazione tedesca di Roma, nell'ottobre del 1943 accolse nella propria casa una famiglia ebrea, i Funaro, durante un rastrellamento delle SS. Per questo motivo ottenne postumo il riconoscimento di Giusto tra le nazioni, che gli fu conferito il 16 giugno 1997
Alla fine della seconda guerra mondiale fu reintegrato nella qualifica di ispettore superiore dell'Istituto Nazionale Assicurazioni (INA), attività che svolse fino al pensionamento.
Suo pronipote da parte di madre è Oliviero Diliberto.